# Cryptoxilos lymantori
Cryptoxilos lymantori är en stekelart som beskrevs av Mark Deyrup 1981. Cryptoxilos lymantori ingår i släktet Cryptoxilos och familjen bracksteklar. Inga underarter finns listade i Catalogue of Life.